# Demetri d'Alexandria (patriarca)
|  | No s'ha de confondre amb el filòsof peripatètic Demetri d'Alexandria, de l'època dels Antonins. |

Demetri d'Alexandria va ser elegit dotzè patriarca d'Alexandria, càrrec que va exercir de l'any 189 al 232.
Sext Juli Africà, que va visitar Alexandria quan Demetri era patriarca, situa el seu mandat durant el regnat de l'emperador Còmmode. Eusebi de Cesarea el situa durant el mandat de Septimi Sever.
Demetri era un pagès analfabet i estava casat. Va viure amb la seva dona durant 47 anys, fins que va ser escollit patriarca. Quan el patriarca Julià va veure que moriria aviat, va tenir una visió. Un àngel se li va aparèixer i li va dir que rebria la visita d'un home que li portaria raïm. Havia d'acceptar el present i pregar per aquell home, perquè seria el seu successor. Va explicar aquesta visió als bisbes i sacerdots que s'estaven amb ell, i al cap d'uns dies, Demetri va collir un raïm fora de temporada i el va anar a portar al patriarca. Julià el va beneir i va dir que aquell seria el patriarca que vindria darrere seu. Tots els presents el van retenir, van pregar per ell, i a la mort de Julià el van proclamar patriarca. Van pregar i el van ordenar sacerdot, i Déu el va il·luminar, segons la tradició, i va aprendre de llegir i d'escriure, i interpretava els textos sagrats.
Va establir el sistema de comptar de l'epacta, per calcular els dies de dejuni de la quaresma i per al càlcul de la Pasqua, que és el diumenge següent a la primera lluna plena després de l'equinocci de primavera.

## Els conflictes amb Orígenes
Va posar al davant de l'Escola catequística d'Alexandria a Orígenes, que va ser cridat per alguna raó desconeguda pel governador de la província de l'Aràbia Pètria i va viatjar a aquell país. A la tornada, després d'uns disturbis a Alexandria (potser el conflicte de la ciutat amb Caracal·la el 216), es va establir a Cesarea de Palestina on era bisbe Teoctist, i encara que no era sacerdot va ser convidat a impartir conferències sobre les Sagrades escriptures. Orígenes va visitar Grècia i de camí va passar per Palestina on Teoctist de Cesarea i Alexandre de Jerusalem el van ordenar sacerdot. En aquest viatge es va entrevistar amb Júlia Mamea, mare d'Alexandre Sever (cap a l'any 230). A la tornada, Demetri, estava preocupat perquè havia estat ordenat prevere sense el seu consentiment i perquè tenia amb ell algunes diferències teològiques; la seva castració, abans tapada, ara es va esgrimir contra ell. Un Sínode dels bisbes egipcis va expulsar Orígenes d'Alexandria. Inicialment va conservar el seu nomenament de prevere però Demetri va fer tot el possible per revocar aquesta ordenació. Orígenes va marxar a Palestina. La seva condemna en general va ser acceptada, excepte a Palestina, Aràbia, Fenícia, Grècia i Capadòcia. Fins i tot es va dir que havia apostatat. Orígenes va escriure als seus amics d'Alexandria i va esgrimir que els seus escrits havien estat falsificats i va seguir exercint a Palestina. Demetri va morir el mateix any de l'expulsió d'Orígenes, probablement el 232 i el seu successor va ser Hèracles, amb el qual la situació d'Orígenes es va estabilitzar.
Demetri va estar quaranta-tres anys al front del patriarcat, i va morir a l'edat de 105 anys.